# Estación Doyle
Doyle era una estación ferroviaria ubicada en la localidad del mismo nombre, en el Partido de San Pedro, Provincia de Buenos Aires, República Argentina.

## Infraestructura

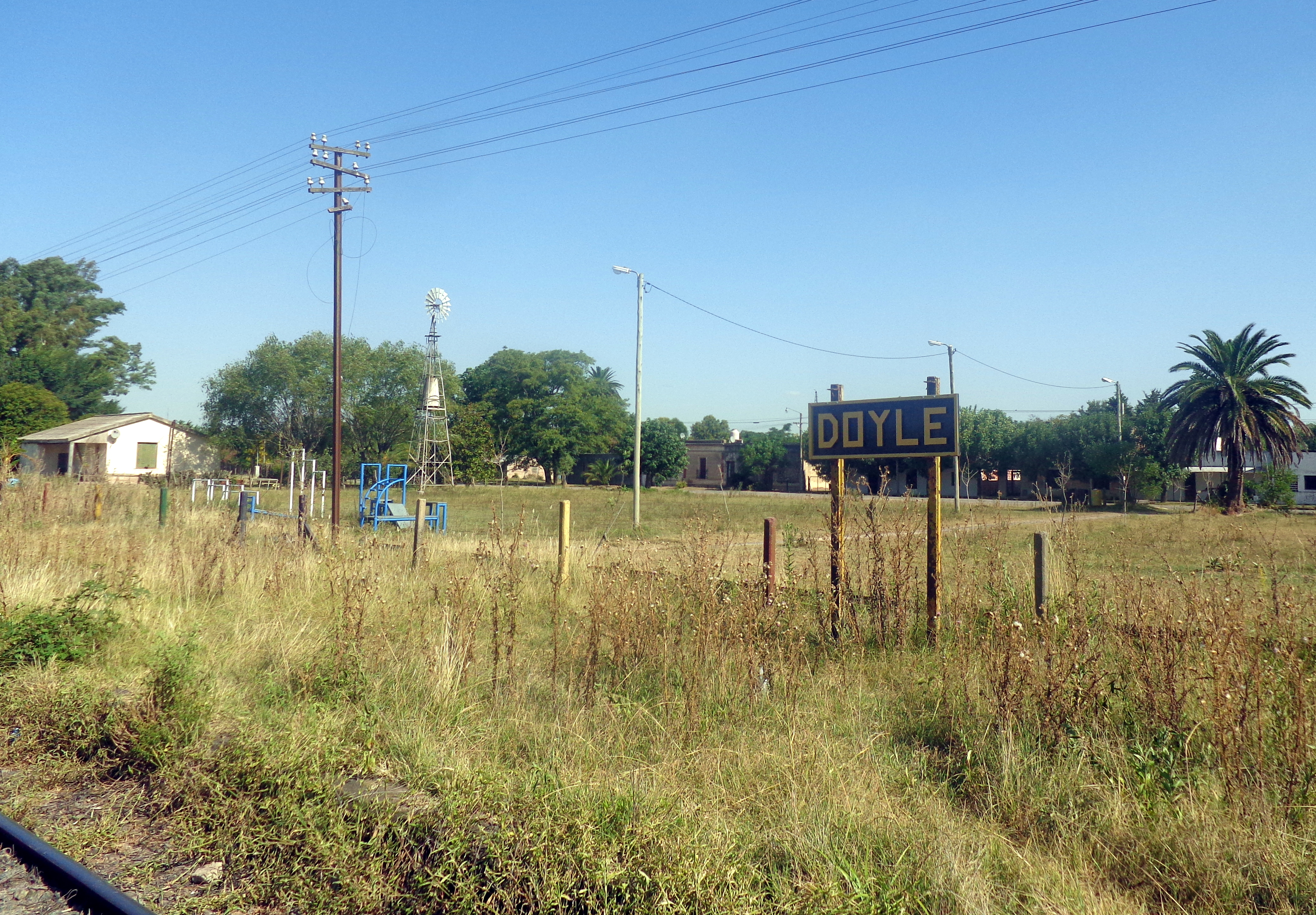
Cartel de la abandonada estación Doyle.

Hoy en día, la estación no existe, sólo queda la marca de lo que fue el andén como así también lo que fueron las palancas de desvío.

## Servicios
Hasta 1977 prestaba servicios de pasajeros pero fue desmantelado ese año, actualmente es sólo de cargas. Sus vías corresponden al Ramal CC del Ferrocarril General Belgrano. Sus vías e instalaciones están concesionadas a la empresa Trenes Argentinos Cargas.